# Трудовий процес
Трудови́й проце́с - складова частина технологічного процесу. Структурно будь-який трудовий процес складається з технологічних операцій. 
Технологічна операція - це частина трудового процесу, що виконується одним або групою працівників на одному робочому місці над одним предметом праці без переналагодження обладнання. Кожна операція має свою структуру, до якої входять трудові рухи, дії та прийоми.
Трудовий рух - це одноразове переміщення робочих органів людини при виконанні трудової дії (наприклад, «взяти інструмент», «натиснути кнопку» тощо).
Трудова дія - це логічно завершена сукупність трудових рухів, що виконуються без перерви одним або кількома робочими органами люди при незмінних предметах і засобах праці (наприклад, дія «вимкнути комп'ютер» виконується очима і руками людини з одним комп'ютером за допомогою кількох трудових рухів - натиснення на кнопки).
Трудовий прийом - це певна сукупність трудових дій і рухів працівника з незмінними предметами і засобами праці, що послідовно виконуються один за одним і мають конкретне цільове призначення (наприклад, зробити копію документа за допомогою розмножувальної техніки).
Ефективність будь-якого трудового процесу, більша або менша економія матеріальних і трудових витрат, якість продукції і послуг значною мірою залежать від прийомів і методів праці, що застосовуються на підприємстві.
Знаючи склад трудових прийомів у структурі операцій та послідовність їх виконання, можна визначити способи здійснення процесу праці, тобто методи праці.
Метод праці - це спосіб здійснення процесу праці, певна послідовність і склад трудових прийомів і операцій.
Прийоми і методи праці слід вважати раціональними, якщо їх застосування дає ефективні результати при забезпеченні високої якості продукції, дотриманні вимог щодо правил використання обладнання, норм витрат матеріалів та енергії, інтенсивності праці виконавців.
'Раціоналізація' трудового процесу передбачає послідовне проведення таких етапів: виявлення, вивчення, аналіз, узагальнення, проектування та освоєння раціональних прийомів та методів праці.